# Соха (Рязанская область)
Соха — деревня в Старожиловском районе Рязанской области. Входит в Старожиловское городское поселение

## География
Находится в западной части Рязанской области на расстоянии приблизительно 9 км на юго-запад по прямой от районного центра поселка Старожилово.

## История
Была отмечена еще на карте 1850 года как поселение с 47 дворами. В 1859 году здесь (тогда деревня Пронского уезда Рязанской губернии) было учтено 46 дворов.

## Население
Численность населения: 507 человек (1859 год), 467 в 2002 году (русские 92 %), 381 в 2010.

## Достопримечательности
Усадьба фон Дервиза.